# Olympus
För andra betydelser, se Olympus (olika betydelser).

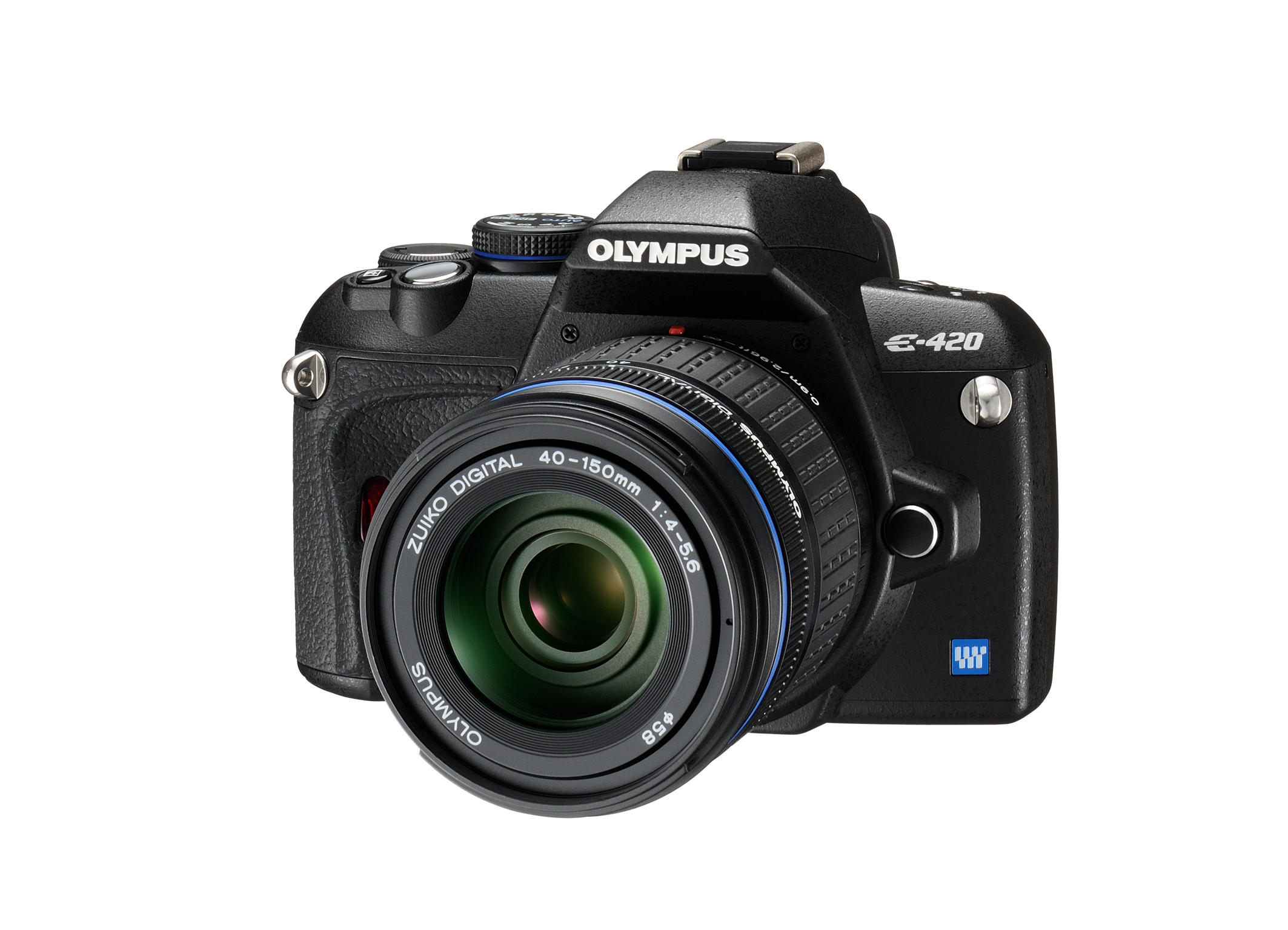
Systemkamera från Olympus

Olympus Corporation är ett japansk teknikföretag med spetskompetens inom optik, elektronik och finmekanik. Företaget grundades i oktober 1919 och hade cirka 35 000 anställda i juni 2011. 

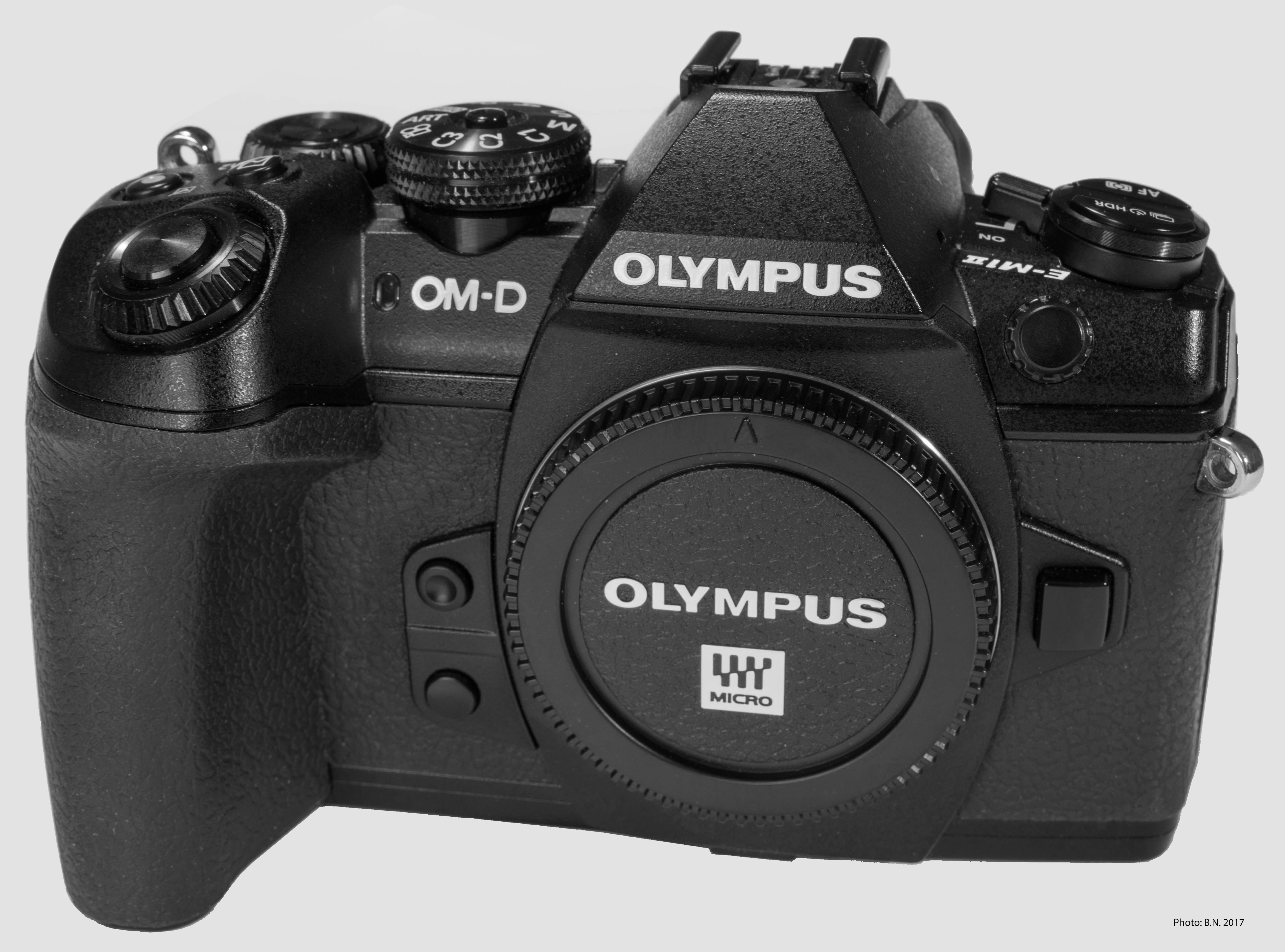
Olympus OM-D E-M1 Mark II systemkamera introducerad 2016

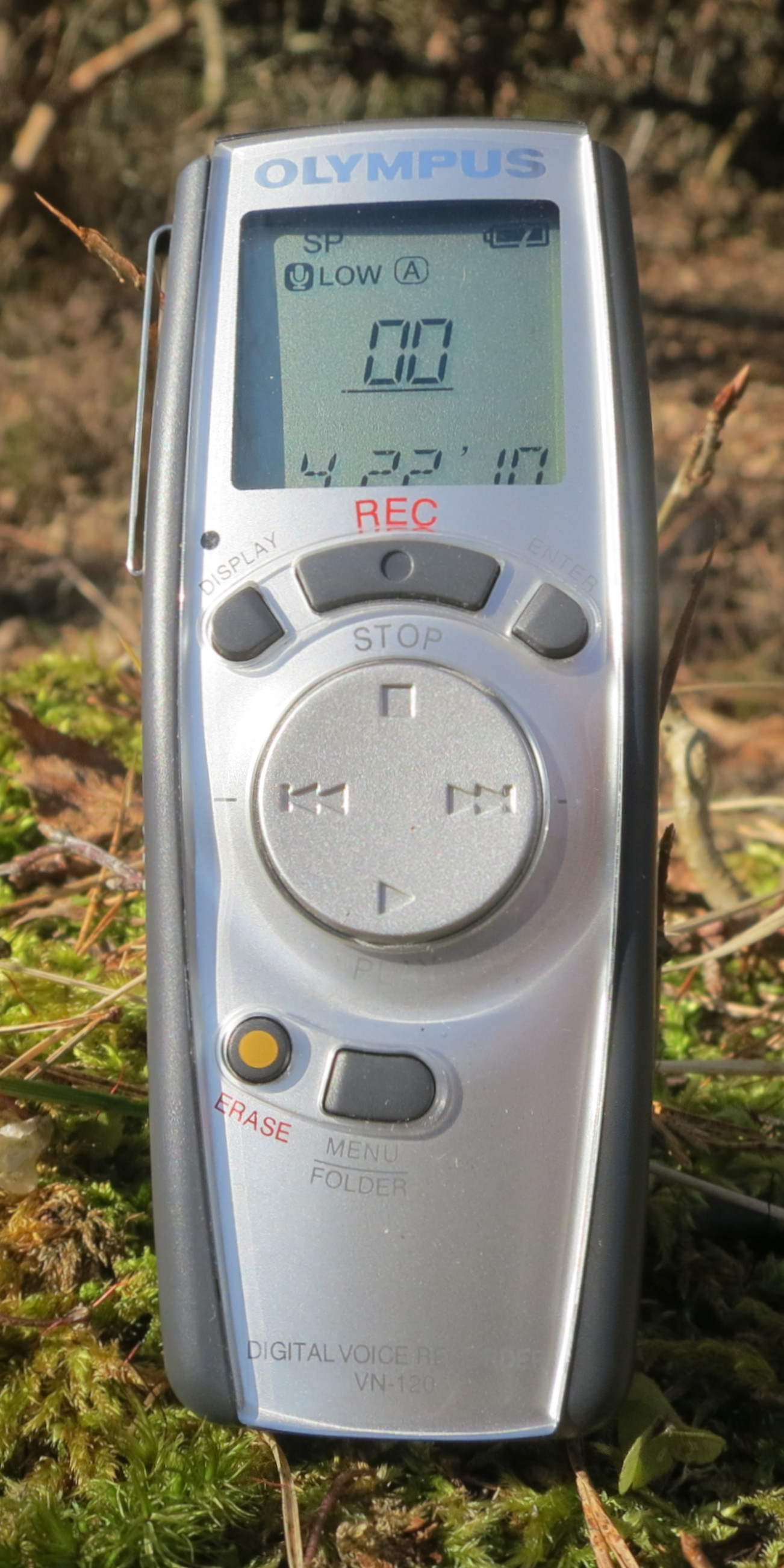
Olympus diktafon VN-120 från 2003

Olympus består av fyra divisioner: Consumer Product Division, Medical Systems Division, Industrial Systems Division och Life Science. Det svenska dotterbolaget Olympus Sverige AB har cirka 60 anställda och har sitt kontor i Solna. Det svenska bolaget ingår i Olympus Nordiska organisation, vilken omfattar Sverige, Norge, Danmark, Finland, Island samt Baltikum. I den nordiska organisationen har företaget cirka 240 anställda.

## Consumer Product Division
Inom denna division produceras digitala kameror, kikare, diktafoner och fickminnen för både privat och professionellt bruk. De kameror som tillverkas är digitala kompaktkameror, digitala systemkameror samt digitala spegellösa systemkameror baserade på tekniken Micro FourThirds. 
Under tidigt 2000-tal tillverkade Olympus även en serie musikspelare, Olympus m:robe-serien.

### E-serien
Huvudartikel: EVOLT-serien (systemkameror)
Olympus tillverkade digitala spegelreflexkameror (D-SLR)-kameror, i sin "E"-serie bland annat:
- Olympus E-5
- Olympus E-3
- Olympus E-30
- Olympus E-520
- Olympus E-510
- Olympus E-500
- Olympus E-420
- Olympus E-410
- Olympus E-400
- Olympus E-300

Huvudartikel: OM-D-serien (kompaktsystemkameror)
Olympus tillverkar nu serien OM-D som är en hyllning till deras OM serie ifrån 70-80-talet (världens mest framgångsrika kamera)
- OM-D EM-1
- OM-D EM-5
- OM-D EM-10

## Medical Systems Division
Här tillverkas avancerade instrument för sjukvården, såsom stela och flexibla endoskop samt system och tillbehör till dessa. I Sverige är Olympus en av de ledande aktörerna inom flexibel endoskopi. 

## Industrial Systems Division
Här finns produkter riktade mot industrin, såsom höghastighetskameror, industriella endo- och videoskop samt produkter som arbetar med olika tekniker som möjliggör icke-förstörande kvalitetsanalyser (OFP/NDT). 

## Life Science
Life Science är den division som riktar sig mot mikroskopi. Här finns hela system för undervisning och forskning samt enklare mikroskop för rutinuppdrag. Det finns även mikroskop riktade mot industrin, som hanterar industriella applikationer. 